# Ährige Johannisbeere

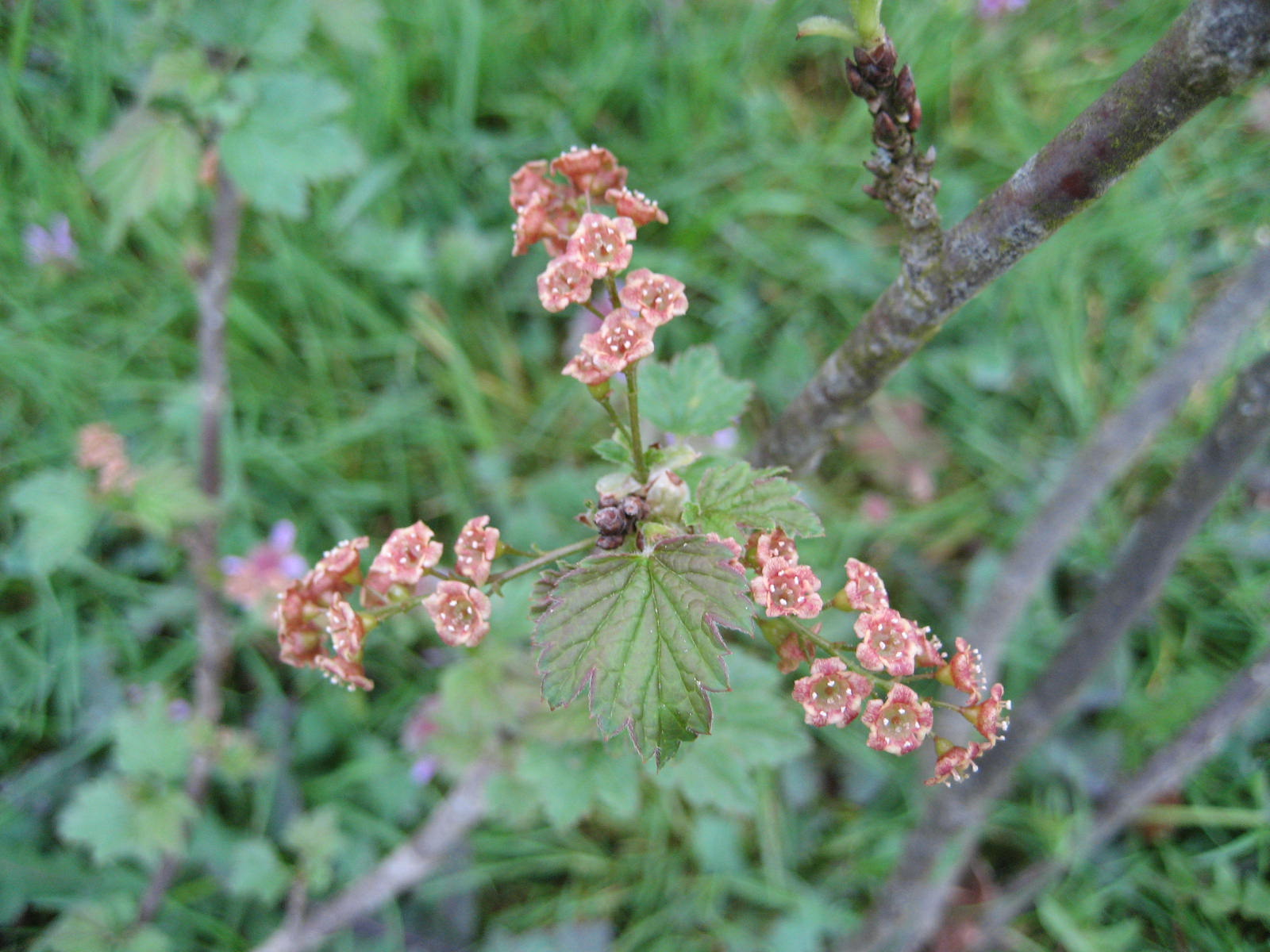
Blüten und Blätter

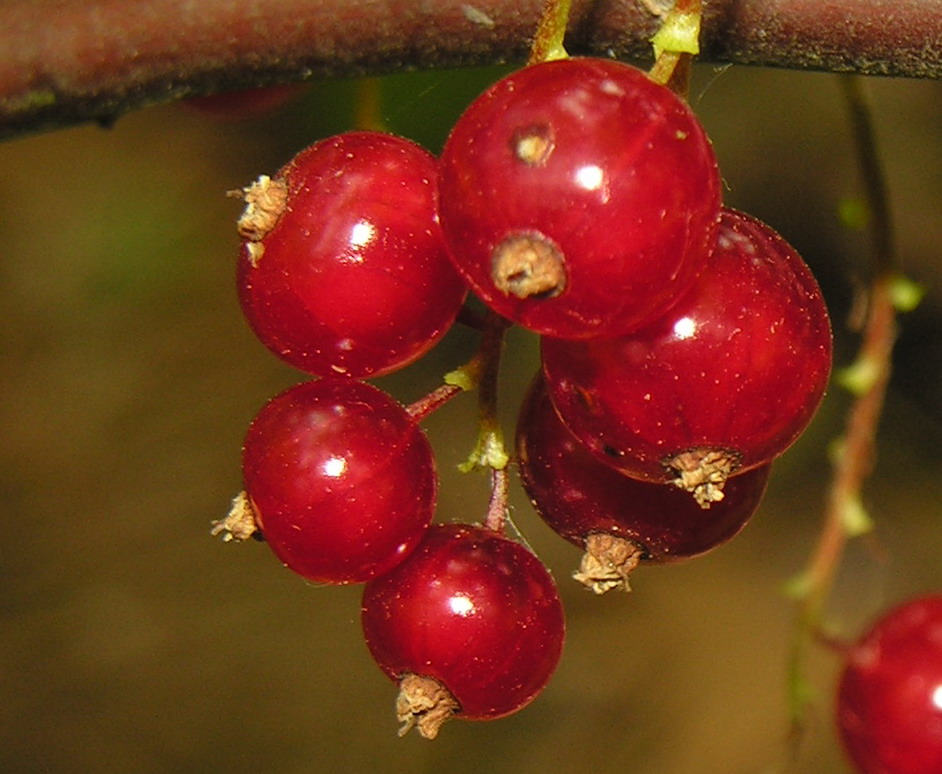
Früchte

Die Ährige Johannisbeere, in Österreich Ähren-Ribisel, (Ribes spicatum) ist ein bis zu 2 Meter hoher Strauch mit grünlichen Blüten und roten, durchscheinenden Früchten aus der Familie der Stachelbeergewächse (Grossulariaceae). Das natürliche Verbreitungsgebiet der Art liegt in Europa und Asien. Die Art wird nur sehr selten kultiviert.

## Beschreibung
Die Ährige Johannisbeere ist ein bis zu 2 Meter hoher, unbewehrter Strauch mit meist kahlen Zweigen. Die Laubblätter haben eine einfache, rundliche und drei- bis fünflappige Blattspreite. Sie wird etwa 10 Zentimeter breit und hat eine flach herzförmige Basis. Die Lappen sind dreieckig und mehr oder wenig zugespitzt. Die Blattoberseite ist kahl, die Unterseite ist meist behaart, selten kahl.
Als Blütenstände sind anfangs aufrechte und später abstehende bis übergebogene Trauben. Die Blütenstandsachse ist mehr oder weniger stark behaart und fein drüsig. Die Blüten sind grünlich und meist bräunlich getönt und etwa 7 Millimeter breit. Der Blütenstiel ist ebenfalls mehr oder weniger behaart und fein drüsig. Der Blütenbecher ist schalenförmig und hat keinen Ringwulst. Die Theken der Staubbeutel stoßen aneinander. Die Früchte sind rot und durchscheinend. Die Art blüht von April bis Mai.
Die Art hat die Chromosomenzahl 2n = 16.

## Vorkommen und Standortansprüche
Das natürliche Verbreitungsgebiet liegt in Europa in Skandinavien, Großbritannien, Österreich, Deutschland und Polen, in Kroatien, den Baltischen Staaten, Belarus, der Ukraine und Russland. In Asien reicht das Verbreitungsgebiet bis nach Ost-Sibirien, nach Kasachstan und in die Mongolei. Die Ährige Johannisbeere wächst in kühlfeuchten Wäldern auf schwach sauren bis alkalischen, humosen, sandig-lehmigen, nährstoffreichen Böden an lichtschattigen, kühlen bis kalten Standorten. Die Art ist frosthart. Sie ist eine Charakterart des borealen Alnetum incanae aus dem Verband Alno-Ulmion. In Deutschland kommt die Art auch selten verwildert vor etwa im Gebiet Main-Neckar.

## Systematik
Die Ährige Johannisbeere (Ribes spicatum) ist eine Art aus der Gattung der Johannisbeeren (Ribes) in der Familie der Stachelbeergewächse (Grossulariaceae). Sie wird in der Untergattung Ribes der Sektion  Ribes zugeordnet. Die Art wurde 1796 von Edward Robson erstmals wissenschaftlich beschrieben. Der Gattungsname Ribes leitet sich vom arabischen Namen einer Art der Rhabarber ab. Der Name wurde im Mittelalter wegen des säuerlichen Geschmacks der Beeren einiger Arten, der an den Geschmack des Rhabarbers erinnert, für die Johannisbeeren übernommen. Das Artepitheton spicatum stammt aus dem Lateinischen und bedeutet „ährig“.

## Unterarten
Man unterscheidet in Europa drei Unterarten:
- Ribes spicatum subsp. hispidulum (Jancz.) Hämet-Ahti; sie kommt in Europa in Finnland und Nordrussland vor
- Ribes spicatum subsp. lapponicum Hylander; sie kommt in Europa in Skandinavien und Nordrussland vor
- Ribes spicatum subsp. spicatum

## Verwendung
Die Ährige Johannisbeere wird sehr selten wegen ihres Fruchtschmucks als Zierstrauch verwendet. Die als Obststräucher kultivierten Sorten der Roten Johannisbeere sind meist Hybriden zwischen der Roten Johannisbeere (Ribes rubrum) und der Ährigen Johannisbeere.

## Nachweise